# Seleção Catarense de Handebol Masculino
A Seleção Catarense de Handebol Masculino é a representante do Catar nas competições oficiais internacionais de Andebol. Para tal ela é regida pela Associação de Andebol do Catar, que por sua vez é filiada à Federação Internacional de Andebol desde 1978.

## Títulos
- Campeonato Asiático (3): 2014, 2016 e 2018
- Jogos Asiáticos (1): 2014